# 진채선

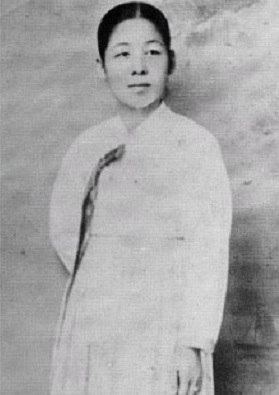
진채선

진채선(陳彩仙, 1842년 ~ ?)은 근세 조선의 판소리 명창이다.

## 생애
전라북도 고창군 무장면에서 태어났다. 신재효에게서 판소리 지도를 받았고, 정악에도 능하였다. 경복궁 경회루 낙성연에서 출중한 기예를 발휘하여 청중을 놀라게 했고, 흥선대원군의 아낌을 받았다. 결국 그녀는 판소리에서 최초의 여성 명창이 되었다. 《춘향가》, 《심청가》를 잘하였다. 그러나 흥선대원군이 권력을 잃자, 그녀의 행방이 묘연해졌다. 명성황후에게 죽임을 당하였거나 중국 등으로 도망쳐 조용히 살았을 것으로 추측된다. 그녀의 사망년도 또한 확인 불가이다.
영화 도리화가는 그녀의 삶을 소재로 하고 있다.

## 진채선을 연기한 배우
- 배수지: 2015년 영화 《도리화가》

## 참고 문헌
- 이 문서에는 다음커뮤니케이션(현 카카오)에서 GFDL 또는 CC-SA 라이선스로 배포한 글로벌 세계대백과사전의 내용을 기초로 작성된 글이 포함되어 있습니다.